# DNase Footprinting Assay
DNase Footprinting Assay (DNase-Fußabdruck-Untersuchung) ist ein molekularbiologisches Verfahren zur Bestimmung von Protein-DNA-Interaktionen.

## Prinzip
Der Assay beruht darauf, dass DNA an Stellen, an denen ein Protein gebunden ist, zu einem gewissen Grad vor enzymatischen Spaltungen geschützt ist. Bei dem Verfahren wird das Enzym Desoxyribonuklease (kurz: DNase) verwendet. 

## Anwendung
Die Methode erlaubt es, Bindungsstellen von Proteinen auf einem DNA-Molekül, z. B. dem Promotor eines Protein-codierenden Gens, in vitro exakt zu kartieren. Die Proteine werden zuvor gezielt mit molekularbiologischen Methoden erzeugt oder sie stammen aus Zell- oder Kernextrakten. Beim Einsatz reiner Proteine erlaubt der Assay quantitative Aussagen zur Bindung. Die Methode wurde von David Galas and Albert Schmitz in Genf entwickelt.

## Methode
Die untersuchten DNA-Ketten von wenigen hundert Basenpaaren Länge sind an einem Ende von einem der beiden Stränge radioaktiv markiert. Sie werden mit Proteinextrakt oder einer Probe von spezifisch ausgewählten Proteinen versetzt. Es bilden sich unter Umständen spezifische nicht-kovalente DNA-Protein-Bindungen aus, die auf hydrophoben Effekten, ionischen Bindungen und Wasserstoffbrückenbindungen beruhen. Wie in der Originalpublikation von Galas und Schmitz wird in der Regel DNase I aus Rinder-Pankreas eingesetzt. Danach wird die DNA von den Proteinen getrennt. Beim Verdau wird gewährleistet, dass DNA-Ketten durch das Enzym einmalig, bzw. an wenigen Stellen gespalten werden. Es entstehen so DNA-Bruchstücke verschiedenster Länge. Insbesondere sind jene Bruchstücke interessant, die das markierte Ende enthalten, denn nur diese sind nach der sich anschließenden denaturierenden Polyacrylamid-Gelelektrophorese in der Autoradiographie sichtbar. In der Gelelektrophorese ergibt sich in der Kontrolle ohne Proteinzugabe eine fast kontinuierliche Verteilung der Bruchstücke, da die Geschwindigkeit eines DNA-Fragmentes proportional zu dessen Länge ist. In den Reaktionen mit Proteinzugabe kann die DNase auf Abschnitten, auf denen Proteine binden, nicht wirken. DNA-Fragmente, deren Länge in diesen Bindungsbereich fällt, fehlen, was durch eine Lücke der kontinuierlichen Ausbreitung im Gel sichtbar wird. Eine solche Lücke wird als Fußabdruck des Proteins auf der DNA bezeichnet.
Die Bindungssequenz des Proteins auf der DNA wird mit Hilfe parallel aufgetragener Sequenzreaktionen des gleichen Fragmentes nach der Methode von Maxam und Gilbert Nucleotid-genau kartiert.

## Einordnung
Vorteile des DNase Footprinting Assay sind die genaue Kartierung, die Möglichkeit mehrere Bindungsstellen auf einer DNA zu untersuchen und die Bindungsstärke zu quantifizieren. Nachteile sind die Verwendung von Radioaktivität, meistens in Form des Phosphorisotop 32P, sowie der im Vergleich zu alternativen Methoden, wie dem Filterbindungstest und dem Electrophoretic Mobility Shift Assay, größere experimentelle Aufwand. Es gibt Abwandlungen der Methode unter Verwendung anderer Nukleasen sowie dem Einsatz von Chemikalien, wie Dimethylsulfat, die DNA-Brüche auslösen.